# Campeonato Nacional de Cuba 2019
El Campeonato Nacional de Cuba 2019 fue la edición número 108 del Campeonato Nacional de Cuba. Fue la primera vez que la liga aumente de 12 a 16 equipos.

## Formato
En esta edición participarán 16 equipos divididos en 2 grupos, los cuales jugarán mediante sistema de todos contra todos 2 veces totalizando 14 partidos para cada uno. Al término de las 14 fechas los 4 primeros de cada grupo clasificados jugarán la segunda fase, desde ahí se juega en un solo grupo. En la segunda fase 8 equipos jugarán en sistema de todos contra todos en una rueda totalizando 7 partidos cada uno. Al término de la última fecha de la temporada los 2 primeros equipos de la clasificación avanzan a la final, donde el vencedor de la misma será campeón y de cumplir los requisitos establecidos podrá clasificar a la CONCACAF Caribbean Club Shield 2020.

## Equipos participantes

### Grupo A
- Artemisa
- Cienfuegos
- Isla de la Juventud
- Ciudad de La Habana
- Matanzas
- Mayabeque Güines
- Pinar del Río
- Villa Clara

### Grupo B
- Camagüey
- Ciego de Ávila
- Granma
- Guantánamo
- Holguín
- Las Tunas
- Sancti Spíritus
- Santiago de Cuba

### Ascensos y descensos
| Pos. | Descendidos del Campeonato Nacional 2018 |
| ---- | ---------------------------------------- |
| x    | No hubo                                  |

| Pos. | Ascendidos del Torneo de Ascenso 2018 |
| ---- | ------------------------------------- |
| 1    | FC Artemisa                           |
| 2    | FC Holguín                            |
| 3    | FC Matanzas                           |
| 4    | FC Mayabeque Güines                   |

## Primera Fase
Actualizado el 21 de abril de 2019

### Grupo A
| Pos. | Equipo              | PJ | PG | PE | PP | GF | GC | DG. | Pts. | Clasificado a la |
| ---- | ------------------- | -- | -- | -- | -- | -- | -- | --- | ---- | ---------------- |
| 1    | Cienfuegos          | 14 | 10 | 1  | 3  | 23 | 10 | +13 | 31   | Segunda Fase     |
| 2    | Villa Clara         | 14 | 9  | 1  | 4  | 17 | 9  | +8  | 28   | Segunda Fase     |
| 3    | Ciudad de La Habana | 14 | 8  | 3  | 3  | 27 | 11 | +16 | 27   | Segunda Fase     |
| 4    | Artemisa            | 14 | 7  | 4  | 3  | 18 | 11 | +7  | 24   | Segunda Fase     |
| 5    | Matanzas            | 14 | 6  | 5  | 3  | 22 | 18 | +4  | 23   |                  |
| 6    | Isla de la Juventud | 14 | 2  | 4  | 8  | 8  | 14 | -6  | 10   |                  |
| 7    | Pinar del Río       | 14 | 2  | 3  | 9  | 9  | 18 | -9  | 9    |                  |
| 8    | Mayabeque Güines    | 14 | 0  | 3  | 11 | 5  | 38 | -33 | 3    |                  |

### Grupo B
| Pos. | Equipo           | PJ | PG | PE | PP | GF | GC | DG. | Pts. | Clasificado a la |
| ---- | ---------------- | -- | -- | -- | -- | -- | -- | --- | ---- | ---------------- |
| 1    | Santiago de Cuba | 14 | 9  | 3  | 2  | 16 | 9  | +7  | 30   | Segunda Fase     |
| 2    | Guantánamo       | 14 | 8  | 3  | 3  | 21 | 12 | +9  | 27   | Segunda Fase     |
| 3    | Camagüey         | 14 | 5  | 5  | 4  | 16 | 15 | +1  | 20   | Segunda Fase     |
| 4    | Granma           | 14 | 6  | 2  | 6  | 19 | 19 | 0   | 20   | Segunda Fase     |
| 5    | Sancti Spíritus  | 14 | 4  | 7  | 3  | 15 | 10 | +5  | 19   |                  |
| 6    | Ciego de Ávila   | 14 | 3  | 7  | 4  | 14 | 13 | +1  | 16   |                  |
| 7    | Las Tunas        | 14 | 3  | 3  | 8  | 8  | 19 | -1  | 12   |                  |
| 8    | Holguín          | 14 | 2  | 2  | 10 | 10 | 22 | -12 | 8    |                  |

## Segunda Fase
Actualizado el 9 de mayo de 2019
| Pos. | Equipo              | PJ | PG | PE | PP | GF | GC | DG | Pts. | Clasificado a     |
| ---- | ------------------- | -- | -- | -- | -- | -- | -- | -- | ---- | ----------------- |
| 1    | Santiago de Cuba    | 7  | 4  | 2  | 1  | 11 | 5  | +6 | 14   | Avanza a la Final |
| 2    | Ciudad de La Habana | 7  | 4  | 2  | 1  | 7  | 4  | +3 | 14   | Avanza a la Final |
| 3    | Camagüey            | 7  | 4  | 0  | 3  | 11 | 7  | +4 | 12   |                   |
| 4    | Artemisa            | 7  | 4  | 0  | 3  | 12 | 9  | +3 | 12   |                   |
| 5    | Villa Clara         | 7  | 4  | 0  | 3  | 8  | 7  | +1 | 12   |                   |
| 6    | Guantánamo          | 7  | 2  | 2  | 3  | 9  | 12 | -3 | 8    |                   |
| 7    | Cienfuegos          | 7  | 2  | 0  | 5  | 4  | 10 | -6 | 6    |                   |
| 8    | Granma              | 7  | 0  | 2  | 5  | 5  | 13 | -8 | 2    |                   |

## Final
Actualizado el 9 de mayo de 2019
| Local                | Resultado     | Visitante           | Fecha      |
| -------------------- | ------------- | ------------------- | ---------- |
| Ciudad de La Habana  | 3 - 2         | Santiago de Cuba    | 11 de mayo |
| Santiago de Cuba (C) | 1 (3) - (3) 0 | Ciudad de La Habana | 18 de mayo |